# Batbout
Le batbout (ou khobz batbout) est un pain traditionnel et très populaire de la cuisine marocaine. C'est un pain plat, rond et légèrement épais, cuit dans une poêle sans huile, ce qui le distingue des autres pains plats cuits au four. Il est souvent servi comme accompagnement lors des repas, notamment avec des tajines, des soupes, des légumes ou des viandes.
Le batbout est originaire du nord du Maroc, ce pain a évolué au fil des siècles et est devenue l’un des pains les plus appréciés du Maroc. Son origine remonte à la fabrication traditionnelle du pain dans les foyers marocains, où les femmes préparaient le batbout à la main, en utilisant des ingrédients simples tels que la farine, la levure, le sel et l’eau.
Le nom « batbout » fait référence à la méthode de préparation du pain. En dialecte marocain, « batbout » signifie « écrasé » ou « aplati  ».

## Description
Le batbout a une texture douce et moelleuse à l'intérieur, tout en étant légèrement croûté à l'extérieur. La pâte est généralement composée de farine, d'eau, de levure, de sel et parfois de sucre. Certaines variantes peuvent inclure du lait ou de l'huile pour apporter plus de souplesse à la pâte. Le pain est façonné en petites boules, puis aplati en cercles d'environ 10 à 15 cm de diamètre avant d'être cuit dans une poêle chaude, sans ajout de graisse. Pendant la cuisson, des bulles d'air se forment à l'intérieur de la pâte, ce qui crée une texture légère et aérée.

## Histoire et origine
Le batbout a des origines anciennes et est étroitement lié aux techniques traditionnelles de préparation du pain dans les régions du Maroc. Il est un aliment de base dans les foyers marocains, notamment dans les zones rurales. Traditionnellement, il était cuit sur un tajine ou dans une sorte de poêle en terre cuite, mais aujourd'hui il est souvent préparé dans des poêles modernes.

## Préparation
La préparation du batbout commence par la réalisation d'une pâte levée, qui est laissée à reposer pour permettre à la levure de fermenter. Une fois la pâte prête, elle est divisée en petites boules, puis aplanie avec un rouleau à pâtisserie ou à la main. Les cercles de pâte sont ensuite cuits sur une surface chaude, telle qu'une poêle en fonte ou en métal, à feu moyen. La cuisson dure généralement quelques minutes de chaque côté, jusqu'à ce que le pain soit doré et légèrement gonflé.

## Variantes et utilisations

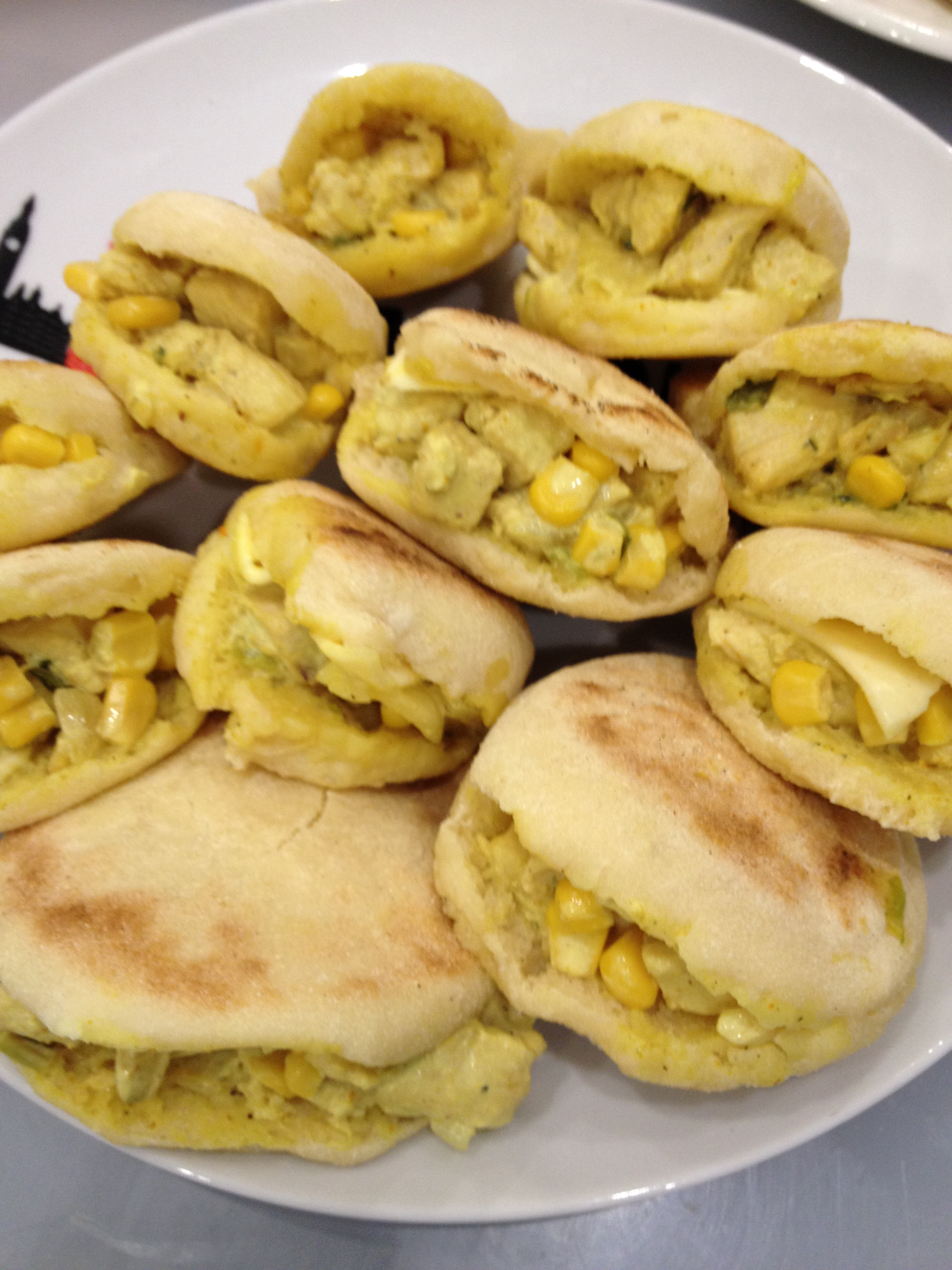
Batbout fourré à la façon marocaine.

Le batbout est très versatile et peut être consommé avec de nombreux accompagnements. Il peut être coupé en morceaux pour accompagner des soupes comme le harira, des tajines ou des salades. Parfois, il est également utilisé pour préparer des sandwiches, en étant farci de viande, de légumes ou de fromage.
Certaines variantes de batbout peuvent inclure des herbes comme le cumin ou la coriandre dans la pâte pour lui ajouter une touche de saveur supplémentaire. Dans certaines régions, il est également possible de le sucrer légèrement, notamment en y ajoutant du sucre ou du miel.